# Флаг крымских татар
Флаг крымских татар представляет собой полотнище голубого цвета с жёлтой эмблемой (тарак-тамга, Тарак-тамгa — крымскотат. Taraq tamğa /taraq tamɣa/) в верхнем левом углу.
Впервые флаг был принят Курултаем (национальным съездом) крымских татар в 1917 году, после Февральской революции в России.
30 июня 1991 года вновь созванным Курултаем этот флаг был повторно принят в качестве национального (этнического):

Постановление Курултая крымскотатарского народа «О национальном флаге и национальном гимне крымскотатарского народа»
Являясь преемником Курултая 1917 года и продолжая традиции национальной государственности крымскотатарского народа, Курултай постановляет:
1. Считать национальным флагом крымскотатарского народа прямоугольное полотнище голубого цвета с изображением в его верхнем углу у древка золотой тамги. Отношение ширины флага к его длине — 1:2.
2. Гимном крымскотатарского народа считать сочинение Номана Челебиджихана «Ант эткенмен».
3. Поручить Меджлису крымскотатарского народа разработать и утвердить порядок использования национального флага и гимна.

Принято на Курултае крымскотатарского народа. г. Симферополь, 30 июня 1991 года.
С 2010 года 26 июня отмечается крымскими татарами как день крымскотатарского флага.
22 июля 2012 года Курултай крымскотатарского народа V созыва постановил поручить Меджлису крымскотатарского народа разработать и представить для утверждения Курултаем крымскотатарского народа VI созыва Положение «О национальном флаге крымскотатарского народа», в котором урегулировать вопрос описания, порядка официального использования и правовой защиты национального флага крымскотатарского народа.

## Галерея

Флаг со светлыми оттенками
Зелёный вариант, используемый религиозными представителями[источник не указан 1643 дня].
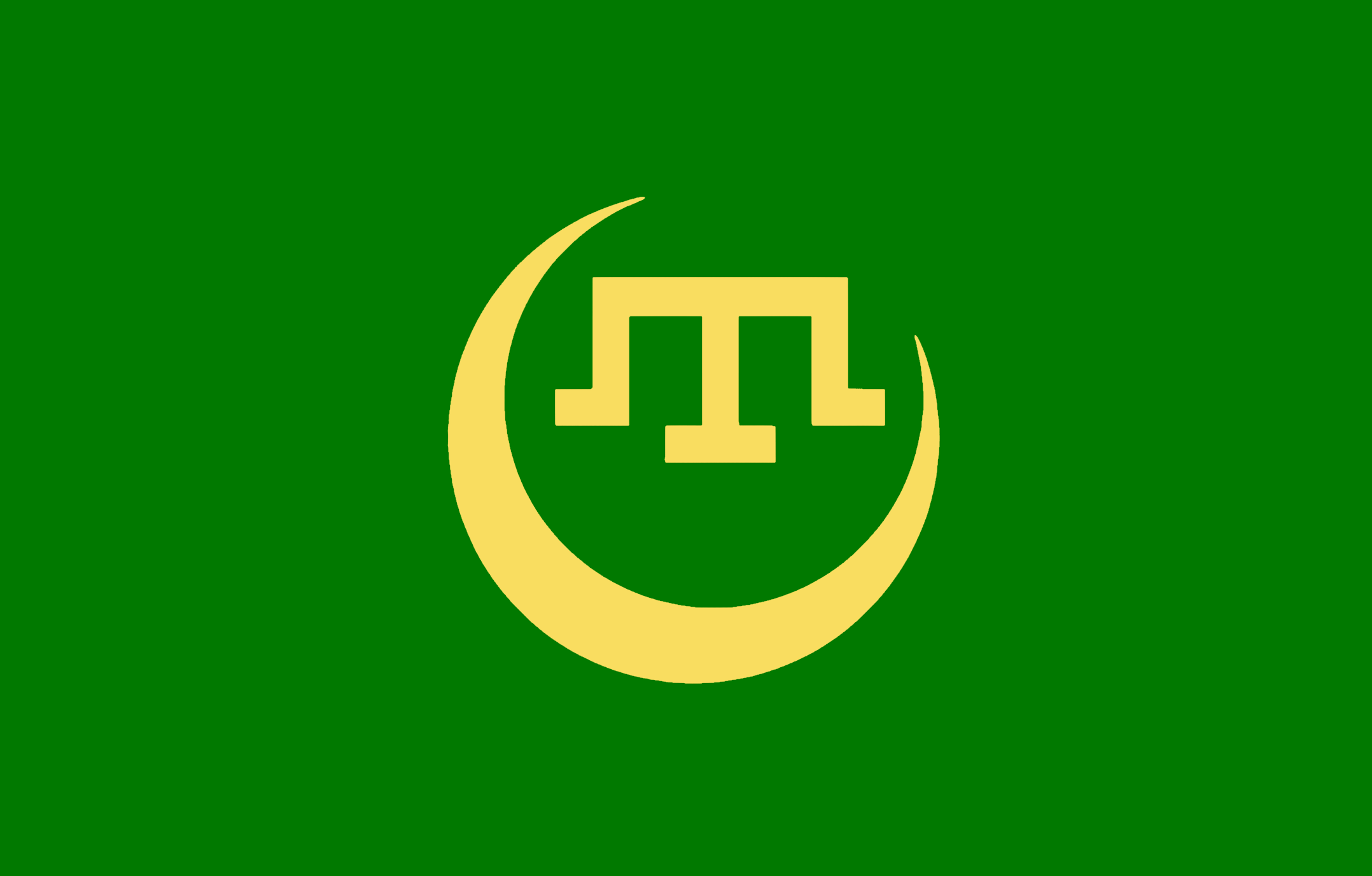
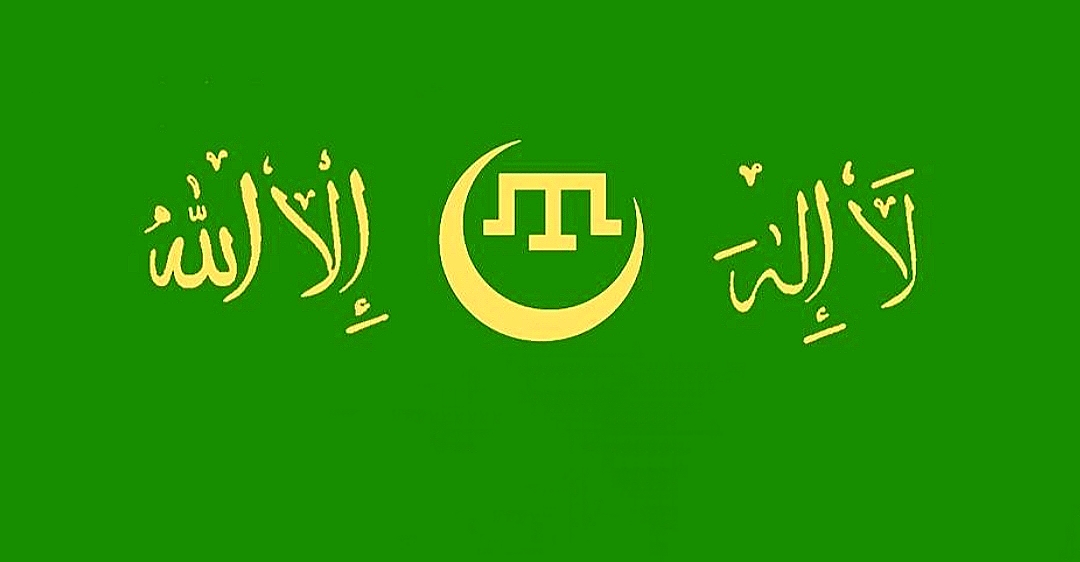